# Lapinsaari (ö i Muurame, Hautalahti)
Lapinsaari är en ö i sjön Päijänne i Finland. Den ligger i sjön Päijänne och i kommunen Muurame i den ekonomiska regionen  Jyväskylä  och landskapet Mellersta Finland, i den södra delen av landet, 220 km norr om huvudstaden Helsingfors. Öns area är 3,7 hektar och dess största längd är 310 meter i öst-västlig riktning.